# 乾華新十八王公廟
25°16′19″N 121°35′42″E / 25.271858°N 121.594880°E
乾華新十八王公廟，或稱新乾華十八王公廟，是位於台灣新北市石門區茂林里的十八王公廟，旁有一巨犬像。原先是作為乾華十八王公廟搬遷後的新廟，以及紓解淡金公路交通。

## 沿革
大家樂風行時，台2線淡金公路旁的舊十八王公廟香火鼎盛，入夜後往往造成大塞車。據傳，當行政院院長孫運璿行經台2線時，座車被困在淡水、三芝交接處，經隨扈轉述才知是乾華十八王公廟參拜的人潮。
1986年因應台2線拓寬，廟方決議搬遷廟至茂林里的山腰位置，於1994年竣工。廟稱為「乾華新十八王公廟」、「新乾華十八王公廟」。1995年11月，由基隆雕刻師王明夫與其兒子們所雕刻的十八王公神像完工。大殿內除供奉十八王公外，兩旁另有文武財神，大殿二樓則是供奉名義上的主神觀世音菩薩及天公、佛祖。後來王公橋的興建，紓解了台2線交通，舊廟因此未遷來此，兩廟共存。
2014年，廟方斥資5000萬元重建舊廟，將十八王公神像暫時移往新乾華十八王公廟安置，直到2017年才返回舊址。

## 黑犬像
1992年，廟方發願要為十八王公中的義犬塑造世界第一的青銅犬像，委由桃園縣聖光雕塑公司製造一座達高卅餘公尺、約三百噸，造價約新台幣七千萬元的巨像，估計一年半製作。聖光雕塑董事長莊隧附，表示這尊狗神像會使用一百五十噸的高級青銅，完成後，加上內部鋼骨，總重量將增一倍，堪稱全世界之最。
廟公練瑞煙表示，當年施工未做鷹架，工人從高處摔下卻沒事；他還說新廟和青銅犬像的興建工程時若遭遇困難，在工地旁小睡就立刻有解決的靈感，認為因為十八王公暗中保佑。廟方說原先設計一座狗嘴大張的塑像，但居民反映狗貌狀似會咬人，有驚嚇遊客之慮，遂改為溫和的現狀。完工後的黑犬巨像坐落於新乾華十八王公廟旁，不含避雷針高度是29．903公尺，含避雷針則是30．463公尺。遊客可進入內攀爬上狗眼處，瞭望石門的山海景色。因民眾認為這大狼犬像可保護棄犬，因此順道將不想養的寵物狗帶到石門祭拜後，就地棄養，造成當地曾野狗為患。
2015年，廟方想申請金氏世界紀錄認證「世界上最高大的銅質犬像」，在石門區公所的協助下，找來專業單位測量其實體高度和純銅百分比。

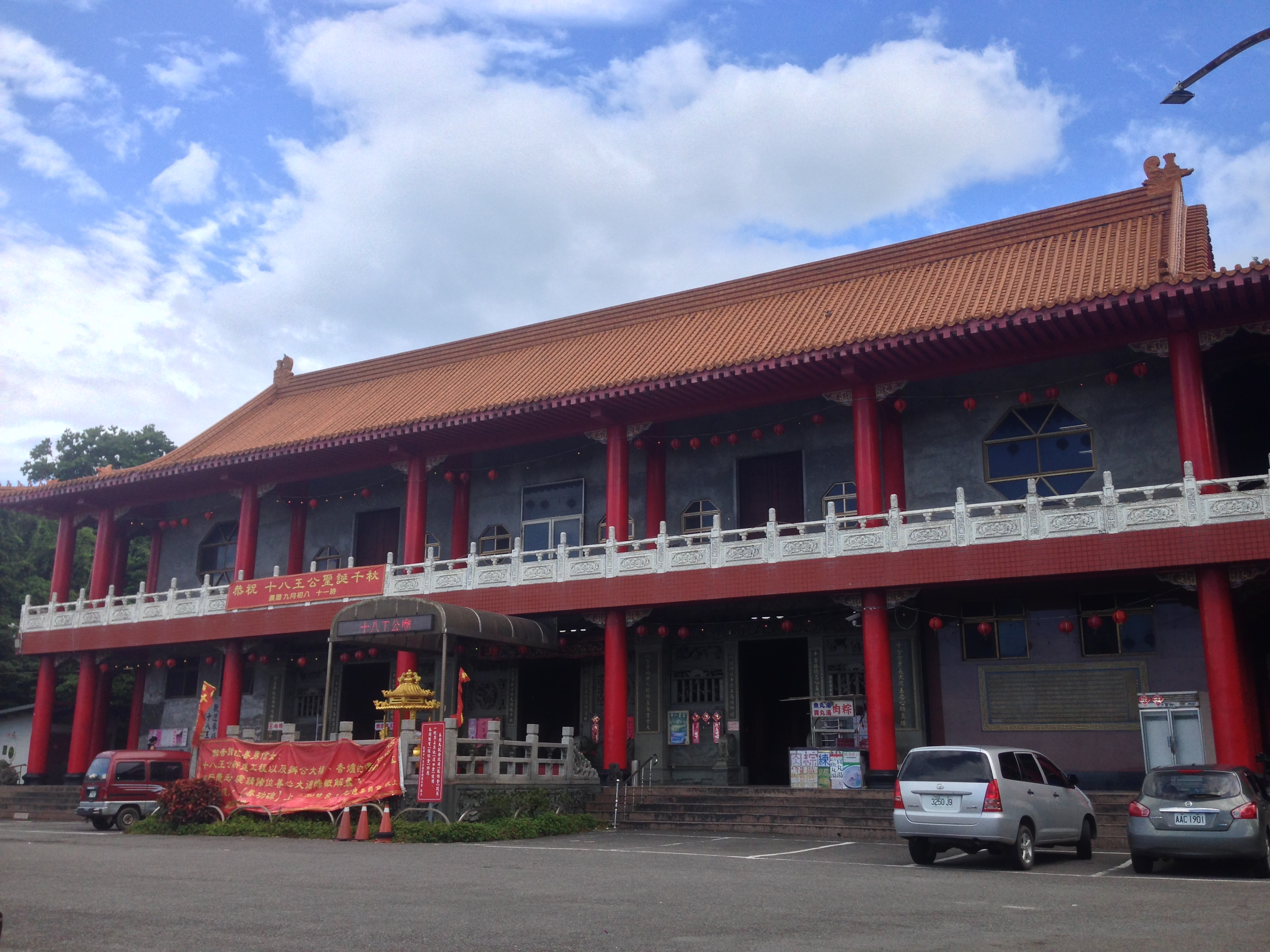
廟斜照
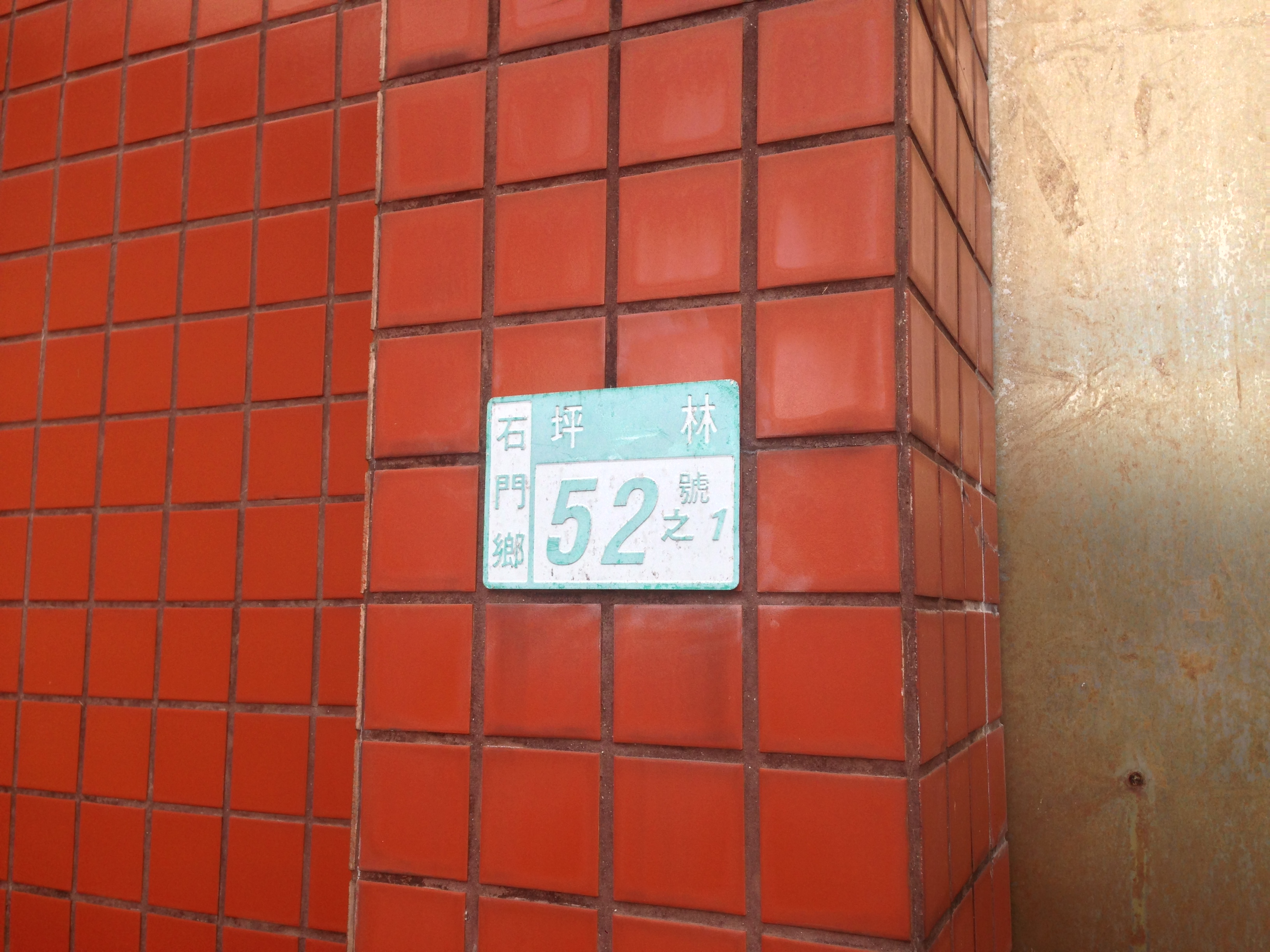
門牌
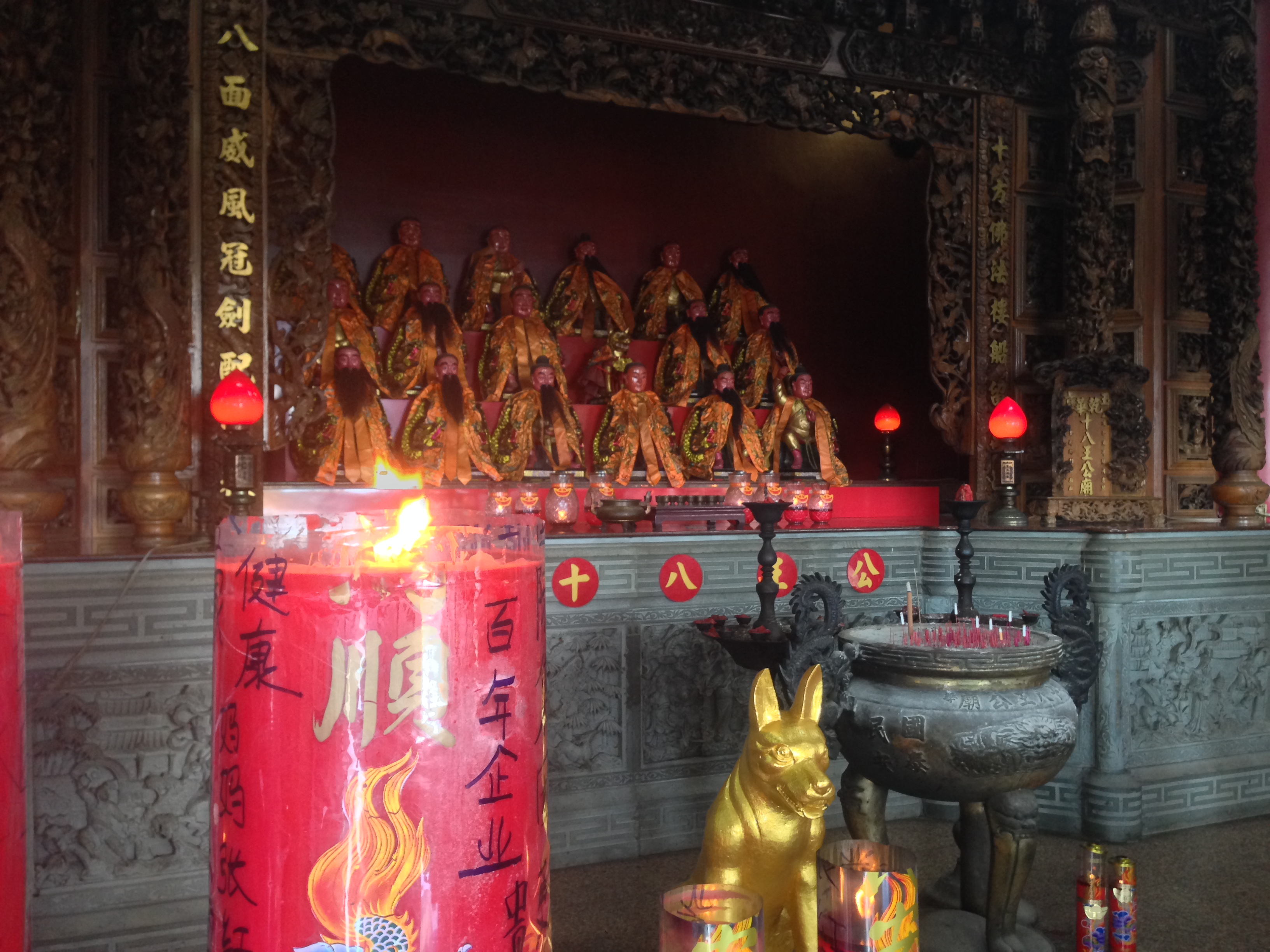
神像